# Eupropolella vaccinii
Eupropolella vaccinii är en svampart som först beskrevs av Heinrich Rehm, och fick sitt nu gällande namn av Franz Xaver von Höhnel 1917. Enligt Catalogue of Life ingår Eupropolella vaccinii i släktet Eupropolella, ordningen disksvampar, klassen Leotiomycetes, divisionen sporsäcksvampar och riket svampar, men enligt Dyntaxa är tillhörigheten istället släktet Eupropolella, familjen Dermateaceae, ordningen disksvampar, klassen Leotiomycetes, divisionen sporsäcksvampar och riket svampar. Arten är reproducerande i Sverige. Inga underarter finns listade i Catalogue of Life.